# Петерсберг (Хесен)
Петерсберг (њем. Petersberg) општина је у њемачкој савезној држави Хесен. Једно је од 23 општинска средишта округа Фулда. Према процјени из 2010. у општини је живјело 14.697 становника. Посједује регионалну шифру (AGS) 6631020.

## Географски и демографски подаци
Петерсберг се налази у савезној држави Хесен у округу Фулда. Општина се налази на надморској висини од 333 метра. Површина општине износи 35,5 km². У самом мјесту је, према процјени из 2010. године, живјело 14.697 становника. Просјечна густина становништва износи 414 становника/km².